# Veteran (2020)
Veteran (Originaltitel Veterán) ist ein Fernsehfilm von Jan Hřebejk von 2020. Premiere hatte der Film im deutschen Fernsehen am 29. Januar 2021 bei arte.

## Handlung
Martin musste vor langer Zeit aus seiner Heimat fliehen, weil er als Jugendlicher in einer Gang ein übles Verbrechen begangen hatte, das vor dem Gesetz aber mittlerweile verjährt ist. Nach zwanzig Jahren in der Fremdenlegion kehrt Martin in seine tschechische Heimatstadt Brünn zurück. Zuerst sucht er seine Schwester Johana auf, deren Mann ablehnend auf den unbekannten Schwager reagiert. Er erfährt, dass seine Mutter gestorben ist. Bei einem Besuch in einem Musikclub rettet der durchtrainierte Ex-Soldat den jungen Sebastian, der in eine Schlägerei geraten ist. Am nächsten Tag sucht ihn Sebastian auf, um ihn zu seinen Eltern einzuladen, die Martin ihre Dankbarkeit erweisen wollen. Die Familie, deren Patriarch der stellvertretende Bürgermeister der Stadt ist, erweist sich als förmlich; der junge Sebastian ist ein Zyniker, der seine Schwester Sara vor Martin als „Nonne“ beleidigt. Sara wiederum fragt ihn provozierend, wie viele Menschen er erschossen habe. Bald darauf verlässt Martin die prunkvolle Villa und läuft zurück in die Stadt.
Dort findet er eine leer stehende Hinterhofwerkstatt; er beschließt sie anzumieten und zu einem Café umzubauen. Um das Projekt zu finanzieren, tritt Martin bei illegalen Kampfsport-Wettkämpfen auf. Sara besucht dort Martin, um sich für ihre Äußerungen zu entschuldigen; die beiden freunden sich an und unternehmen gemeinsame Fahrradausflüge. Auf ihre Liebesbeziehung reagiert Saras Familie ablehnend; ihr Vater konfrontiert ihn mit seinem früheren Vergehen. Gleichzeitig erhält Martin aus Frankreich die Nachricht vom Suizid eines ehemaligen Kameraden. Emotional äußerst angespannt, stürzt sich Martin darauf in einen aussichtslosen Kampf gegen drei Gegner; er landet darauf schwer verletzt im Krankenhaus, wo ihn Sara besucht.

## Hintergrund
Jack Londons Roman Martin Eden stand Pate beim Drehbuch zu „Veteran“, das Marek Epstein schrieb.

## Rezeption
Jürgen Wittner schrieb, im Mittelpunkt der Handlung stünden oft Martins Flanieren durch die Stadt, außerdem ruhige, nachdenkliche Gespräche, aber auch Martins Versuch, in aller Ruhe wieder an normales Leben anzuknüpfen und ein emotional ausgeglichenes Leben zu führen. „Veteran“ sei ein nachdenklicher Film darüber, ob Schuld verjähren kann.
Frank Jürgens (Neue Osnabrücker Zeitung) meinte, Regisseur Jan Hřebejk gelinge mit der Verfilmung von Marek Epsteins gleichnamigem Theaterstück dank Hauptdarsteller Milan Ondrík eine fesselnde Charakter- und Sozialstudie.
Der Filmdienst schrieb: „Packendes Drama um Schuld und die Suche nach Vergebung sowie um Doppelmoral und Kaderdenken innerhalb der tschechischen Gesellschaft. Intensiv vermittelt vor allem der Hauptdarsteller das Dilemma einer Figur auf der Suche nach Frieden unter gewalttätigen Umständen.“
Kritischer äußerte sich Oliver Jungen in der Frankfurter Allgemeine Zeitung: „Die vordergründige Thematik – Schuld, Sühne, moralische Rigorosität sowie das Ringen um Vergebung – bewegt sich dabei auf der Höhe des Soldatendramas seit Wolfgang Borcherts Draußen vor der Tür.“ Für den Autor hat das Drehbuch selbst etwas Veteranenhaftes, denn es umkreise einen gebrochenen Helden im Wortsinne, eine fast abgeschmackt männliche Identifikationsfigur, wie es sie heute kaum noch gebe. Allein um die wenig originelle innere Entwicklung des Helden gehe es, die restlichen Figuren erinnern an antiquierte Abziehbilder.

## Auszeichnungen
Für seine Rolle erhielt Hauptdarsteller Milan Ondrík 2019 auf dem Internationalen Filmfestival Karlovy Vary den Preis für den besten Schauspieler.